# Ле-Клапье
Ле-Клапье́ (фр. Le Clapier, окс. Lo Clapièr) — коммуна во Франции, находится в регионе Окситания. Департамент — Аверон. Входит в состав кантона Корню. Округ коммуны — Мийо.
Код INSEE коммуны — 12067.
Коммуна расположена приблизительно в 570 км к югу от Парижа, в 145 км восточнее Тулузы, в 75 км к юго-востоку от Родеза.

## Население
Население коммуны на 2008 год составляло 76 человек.
| 1962 | 1968 | 1975 | 1982 | 1990 | 1999 | 2008 |
| ---- | ---- | ---- | ---- | ---- | ---- | ---- |
| 73   | 96   | 79   | 71   | 67   | 65   | 76   |

## Экономика
В 2007 году среди 50 человек в трудоспособном возрасте (15—64 лет) 38 были экономически активными, 12 — неактивными (показатель активности — 76,0 %, в 1999 году было 73,0 %). Из 38 активных работали 31 человек (16 мужчин и 15 женщин), безработных было 7 (4 мужчин и 3 женщины). Среди 12 неактивных 2 человека были учениками или студентами, 4 — пенсионерами, 6 были неактивными по другим причинам.

## Фотогалерея

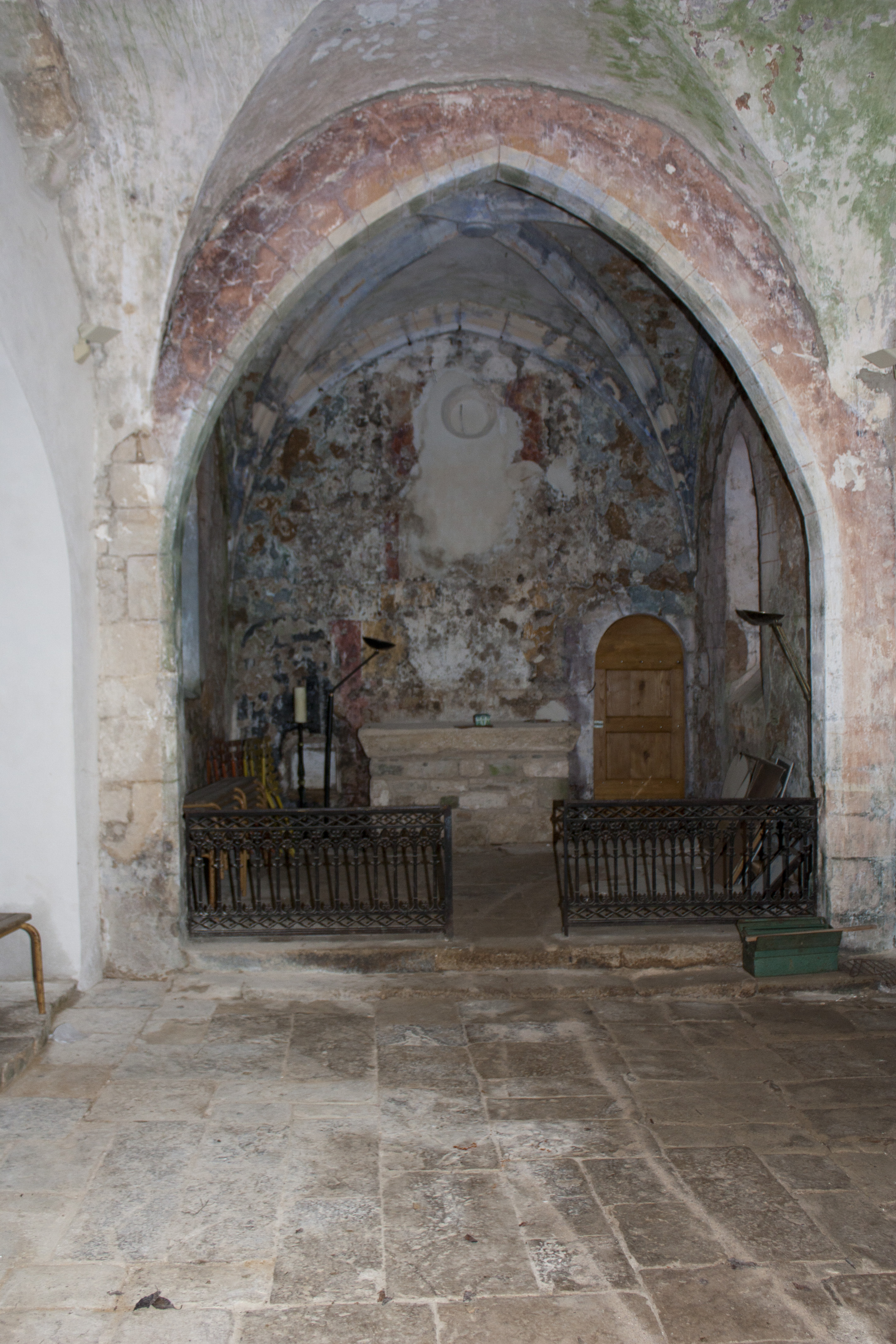
Апсида церкви Сен-Ксист
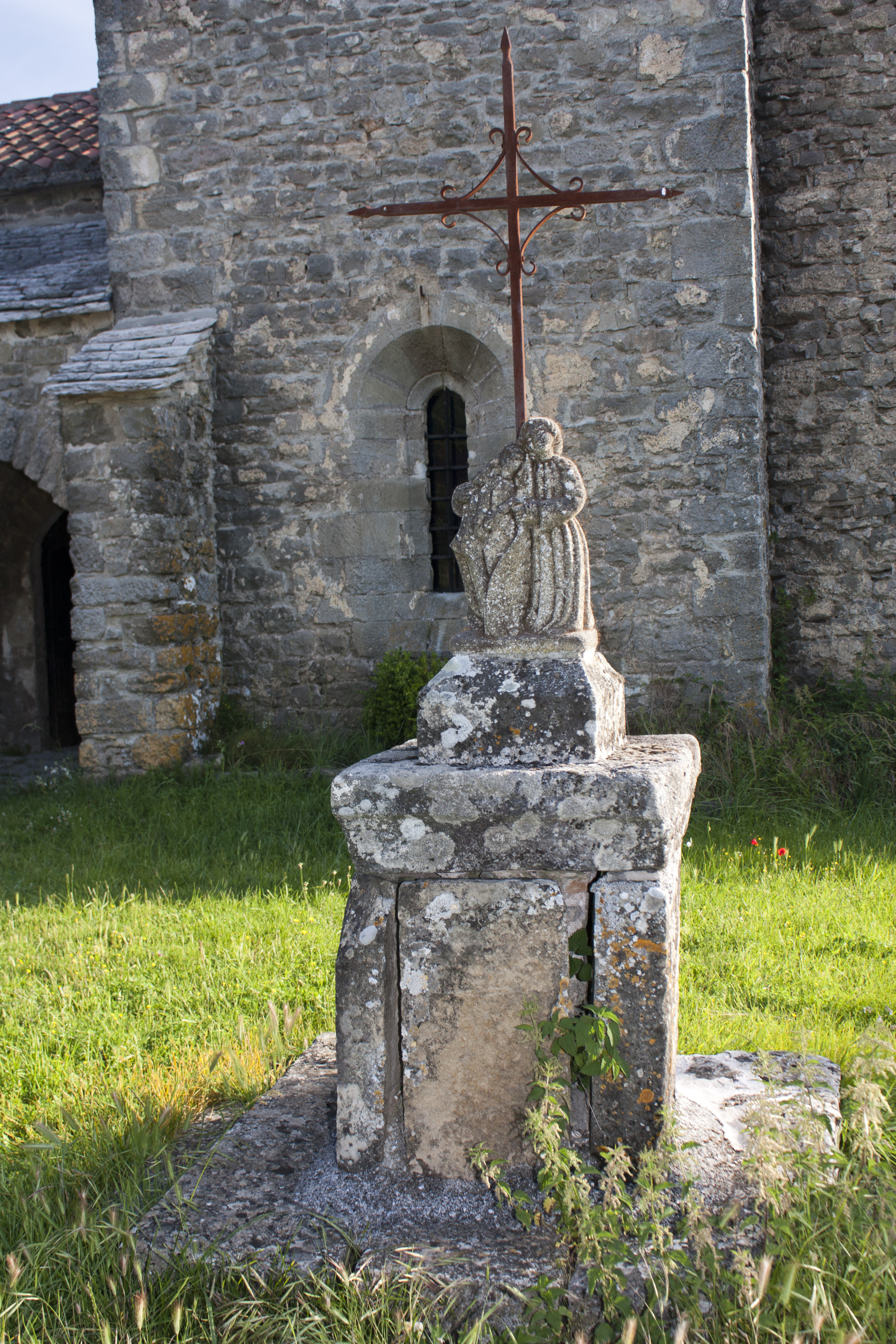
Крест возле церкви Сен-Ксист
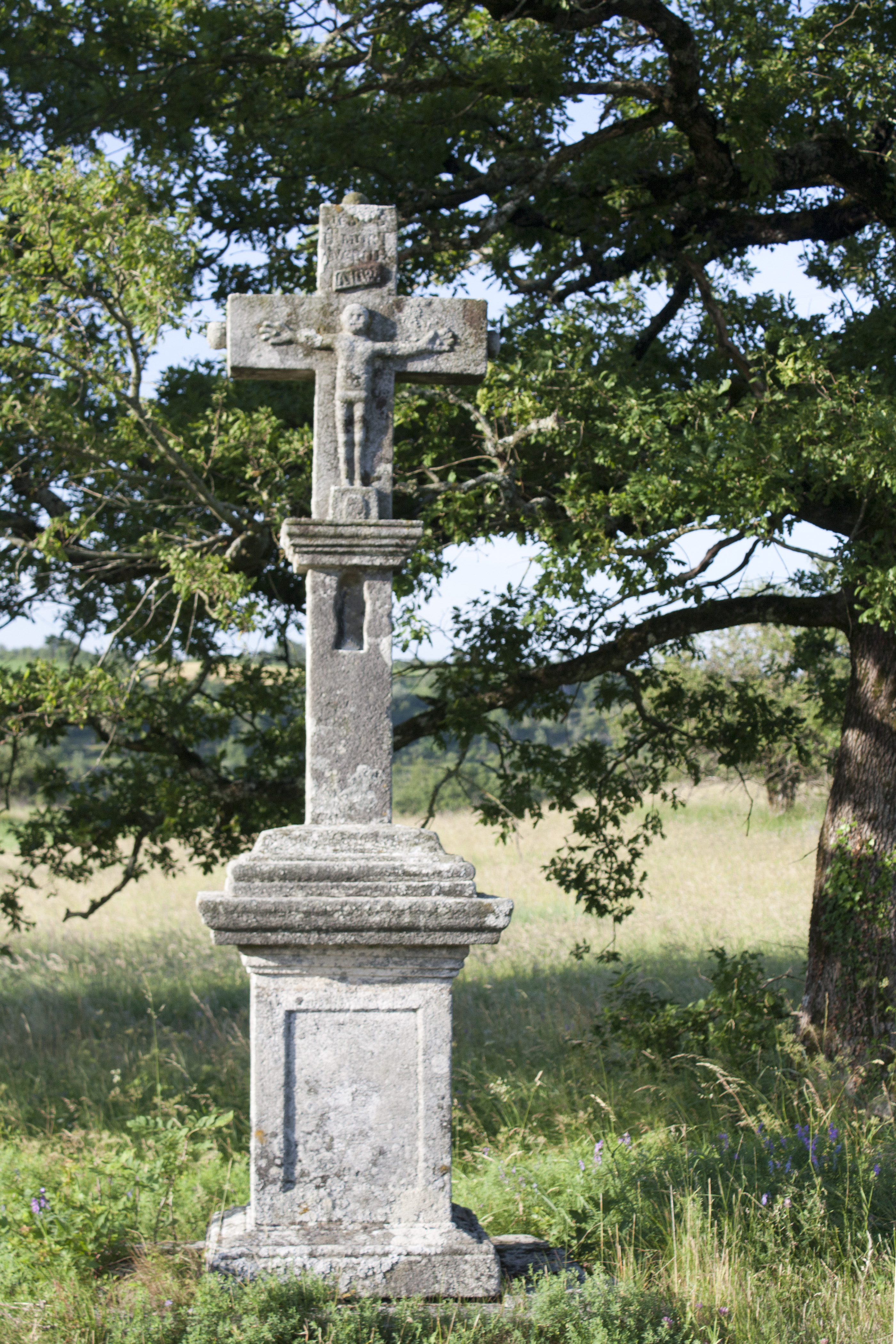
Придорожный крест
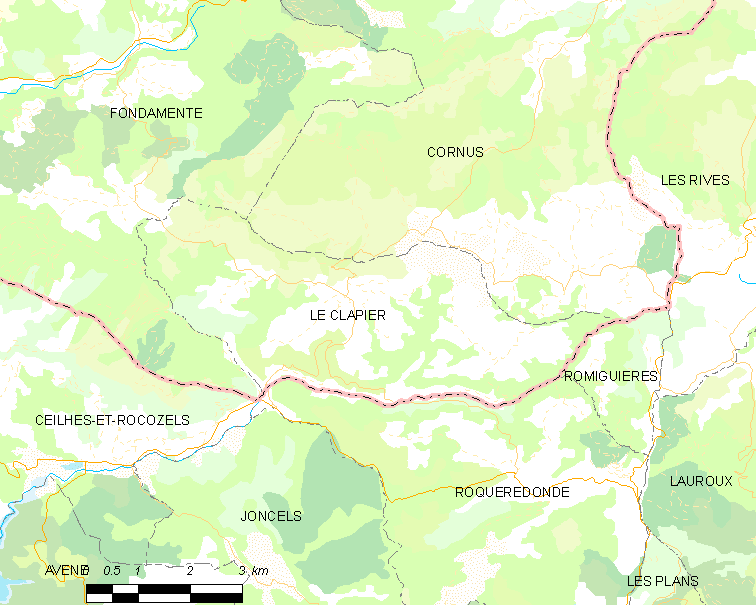
Карта коммуны